# Christus de Verlosser van Maratea
Christus de Verlosser van Maratea (Italiaans: Cristo Redentore di Maratea) is een monumentaal beeld van Jezus Christus in Maratea, Zuid-Italië. Het werd uitgevoerd in Carrara-marmer in 1965 door Bruno Innocenti, een beeldhouwer uit Florence. Het beeld staat op een hoogte van 623 meter boven zeeniveau tegenover de basiliek van San Biagio.
Het beeld wordt ondersteund door een skelet van gewapend beton, waarvan de fundering vele meters diep zit. Door zijn afmetingen is het een van de grootste beelden van dit type in Europa, en ter wereld wordt het alleen overtroffen door dat van Rio de Janeiro, dat 21,13 meter hoog is.

## De bouw

#### Voorgeschiedenis
Op de rotsachtige piek van de berg San Biagio liggen de ruïnes van de oude, reeds lang verlaten stad Maratea. In 1806 werd de versterkte citadel door 4500 Franse soldaten aangevallen. Met de oprichting van een ijzeren kruis op het hoogste punt van de berg wilde men deze gebeurtenis herdenken. Het kruis werd daarna echter regelmatig door de bliksem getroffen en viel ten slotte om. In 1942 liet burgemeester Biagio Vitolo een nieuw kruis plaatsen, ditmaal van beton en voorzien van een bliksemafleider.

#### De bouw van het beeld
Toen in 1953 de industrialisering zich in Maratea begon te ontwikkelen, vatte Stefano Rivetti het idee om het herdenkingskruis te vervangen door een groot monument voor Christus de Verlosser. Op 5 september 1961 richtte hij een brief aan het stadsbestuur, waarin hij zijn voornemens kenbaar maakte. De raad gaf toestemming voor de bouw onder de voorwaarde dat het kruis bewaard bleef. Het werd in 1963 op een andere plek herbouwd.
Het project werd de kunstenaar Bruno Innocenti, professor aan het instituut voor Beeldende Kunst in Florence, toevertrouwd. De bouwwerkzaamheden begonnen in november 1963 en duurden tot het voorjaar 1965.

#### Na de voltooiing
Na de voltooiing van de bouw werd er geen inwijdingsplechtigheid georganiseerd. De gemeentelijke verkiezingen van 1964, waarbij twee rivaliserende partijen deelnamen, werd gewonnen door de partij die Stefano Rivetti en zijn medestanders tegenstond. Er volgde een vijandig en koud klimaat in de gemeente. Dit had o.a. tot gevolg had dat men afzag van een feestelijke inhuldiging van het monument.

## Omschrijving
Het monument staat op het hoogste punt van de berg San Biagio en meet van de voet tot de kroon 21,13 meter. De spanwijdte van de uitgestrekte armen bedraagt ongeveer 19 meter; het hoofd is drie meter hoog. De 400 ton wegende constructie rust op een stalen frame, terwijl de funderingen tot enkele tientallen meters diep de grond ingaan. Op de stalen constructie rust een meer dan 20 cm dikke laag beton en stukken Carrara-marmer. Het beeld heeft geen sokkel en verheft zich onmiddellijk vanaf de kale rots. Links is de voet nog zichtbaar, rechts hangt het gewaad van het beeld tot op de grond.

## Plaqettes
Achter het beeld bevindt zich een uitkijkpunt vanwaar men een groot deel van de kust van Maratea kan bewonderen. Direct onder de schouders van het beeld is een kleine plaquette aangebracht met de Latijnse inscriptie:
- Deo Gratias Agens / Stephanus Rivetti / Valcervus Comes / Hoc Simulacrum / Posuit / A. D. MCMLXV
- Met dank aan God / heeft Stefano Rivetti, / Graaf van Val Cervo, / dit beeld / opgesteld / in het jaar des Heren 1965

Voorts bevindt er zich een gedenkplaat met de titel Innocenti en het Christusbeeld. Volgens een schriftelijk overgeleverde getuigenis van Bruno Innocenti moest het beeld de wedergeboorte en hoop verbeelden die van de verrezen Christus uitgaat.

## Trivia
Het beeld is in twee Italiaanse filmproducties te zien, in Ogni lasciato è perso van Piero Chiambretti en in Basilicata Coast to Coast van Rocco Papaleo.